# The Double Life of Mr. Alfred Burton
The Double Life of Mr. Alfred Burton er en britisk stumfilm fra 1919 af Arthur Rooke.

## Medvirkende
- Kenelm Foss som Alfred Burton
- Ivy Duke som Edith Cowper
- Elaine Madison som Mrs. Burton
- Joe Peterman som Mr. Waddington
- James Lindsay som Mr.Bomford